# Chironomus coracellus
Chironomus coracellus är en tvåvingeart som beskrevs av Jean-Jacques Kieffer 1922. Chironomus coracellus ingår i släktet Chironomus och familjen fjädermyggor. Inga underarter finns listade i Catalogue of Life.